# 美國眾議院撥款委員會
美国众议院拨款委员会（英語：United States House Committee on Appropriations）是美国众议院的一个委員會，該委员会负责与美國参议院对应的委员会一起通过拨款法案。拨款委员会通过的法案將规范美国政府的財政支出。因此它是眾議院最有权力的委员会之一，其成员被视为具有影响力的人物。他们对委员会的工作作出关键决定，例如委员会何时开会，审议哪些法案，以及审议多长时间。美國眾議院撥款委員會成立於1865年12月11日。